# 史永安
史永安（16世紀—17世紀），字磐石，山東濟南府武定州人，明朝政治人物。

## 生平
萬曆三十七年（1609年），史永安中舉人，萬曆四十一年（1613年）成進士，授翰林院庶吉士，改江西道監察御史，巡按貴州。土同知安邦彥作亂包圍貴陽，他集合兵力固守三個月，城中糧食耗糧食耗盡後飲血誓眾，最終保住貴陽城。升太僕寺卿，轉拜太常寺卿，外任寧夏巡撫，擢三邊總督，西部邊境得以安寧；再陞兵部侍郎，主持武鄉試。不久請求退休，在鄒平長白山居住直到去世，追贈兵部尚書。

## 家族
父史朝佐（1531—1607），號正宇。

## 引用
1. 1 2  光緒《金壇縣志·卷九·人物志》：史永安，字磐石，萬厯癸丑進士，選庶吉士，授監察御史巡按貴州。值土酋安邦彥煽亂圍貴陽，永安集兵固守，自夏徂秋，城中食盡，至食草根皮韉，飲血誓眾而城獲全圍。中晉太僕寺卿，旋拜太常，出撫寧夏，擢總督，西陲以寧；陞兵部侍郎，典試武闈，乞休歸里，卜居長白山卒，贈兵部尚書。
2. ↑  四庫全書《山東通志·卷十五之一·選舉志》：己酉科（舉人） 萬厯三十七年……史永安　武定州人，癸丑進士